# Sava Savanović
Sava Savanović (en cirílico: Сава Савановић) es uno de los vampiros más famosos del folklore serbio.

## Leyenda
Se dice que Sava Savanović vivía en un viejo molino de agua en el río Rogačica en la villa de Zarožje, municipio de Bajina Bašta, donde mataba a los campesinos que iban al molino a moler grano. Aunque frecuentemente ha sido considerado como el primer vampiro serbio, hay testimonios de un vampiro anterior en el folklore serbio, Petar Blagojević de Veliko Gradište, muerto en 1724. El caso Petar Blagojević atrajo la atención europea, bajo el nombre de Peter Plogojowitz, y fue uno de los primeros ejemplos de histeria vampírica.

## El molino
Desde hace varias décadas hasta la actualidad, el molino ha pertenecido a la familia Jagodići, siendo conocido como Jagodića vodenica (el molino de los Jagodići). Permaneció operativo hasta finales de los años 50, cuando fue cerrado. Un flujo escaso aunque regular de turistas se acerca a la localidad en busca del molino del "vampiro".

## Apariciones en la ficción moderna
El personaje fue utilizado en la novela Posle devedeset godina de Milovan Glišić y en la película de terror de 1973 Leptirica, basada en la novela.